# George Tyrrell

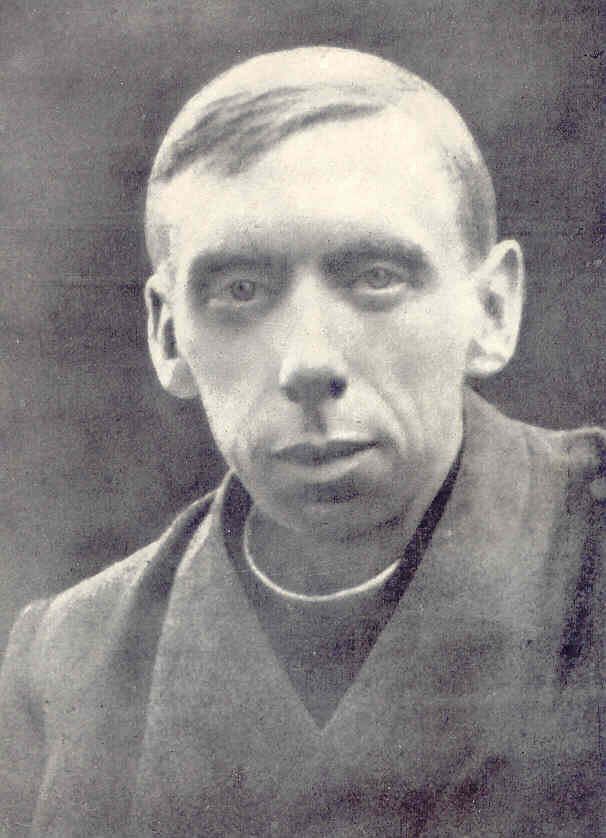
George Tyrrell.

George Tyrrell, född den 6 februari 1861 i Dublin, död den 15 juli 1909 i Storrington, var en irländsk romersk-katolsk modernist. 

## Biografi
Tyrrell, som tillhörde en protestantisk familj, fick en strängt kyrklig anglikansk uppfostran, men fördes av Butlers Analogy till vissa tvivel och övergick vid 18 års ålder till katolicismen. Han blev snart därpå i Italien jesuit. Newman och Thomas var nu hans främsta läsning. En tid arbetade han som konservativ skolastiker och förvärvade i Rom doktorsvärdigheten i skolastik. Men dennas intellektualism tedde sig i längden för den mystiskt lagde Tyrrell som all personlig fromhets död. Loyolas Andliga övningar visade honom då in i mystikens värld; och han ställde sitt skarpa förstånd, fina bildning och mästerliga framställningskonst i mystikens tjänst. 
Så skrev han bland annat Lex Orandi or Prayer and Bred (1903), som blivit modernisternas mest skattade uppbyggelsebok. Den åsyftade att försvara det katolska dogmat, men visade redan liksom Loisys L'évangile et l'église påverkan av den moderna protestantiska bibel- och historiekritiken. Till konflikt med sin kyrka fördes Tyrrell, när han i ett själavårdande brev sökte genom modernistisk omtydning av dogmat hindra den framstående engelske antropologen Mivart från att utträda ur kyrkan. Brevet blev känt och bland annat utgivet på italienska av Fogazzaro. Jesuitgeneralen Martín avfordrade i januari 1906 Tyrrell en förklaring. 
Då denne inte ville återkalla, uteslöts han ur orden och utgav då själv med kommentar A Much Abused Letter (1906). Sin inre romersk-katolska övertygelse svek han aldrig; när han blivit suspenderad "a divinis" (från prästerlig tjänstgöring), kände han så starkt den kyrkliga hemlösheten, att han 1907 under förödmjukande form försonade sig med kyrkan. Han hade då nyss utgivit sitt huvudarbete, Through Scylla and Charybdis (1907), där han söker gå den gyllene katolska medelvägen mellan de båda dödsfarorna skolastiken och den nya liberala teologin. I verkligheten var han även här modernistisk mystiker, med en viss anknytning till Erasmus reformkatolicism. 
Då kom i september 1907 den påvliga encyklikan Pascendi med dödsdomen över alla former av modernism. Tyrrell kritiserade den skarpt i The Times och blev i oktober 1907 exkommunicerad. När den belgiske kardinalen Mercier i sitt herdabrev i fastan 1908 ytterligare angrep modernismen, skrev Tyrrell mot honom sitt mest glänsande inlägg, Mediaevalism (1908; fransk edition Suis-je catholique?, 1909), som blivit de katolska modernisternas programbok. Sin ståndpunkt uttrycker han i orden: "Kyrkan har i uppdrag att lära det, som Kristus lärt, och ingenting mer; och att lära det så, som han har lärt och inte annorlunda". 
Hjalmar Holmquist skriver i Nordisk Familjebok: "T. hade intellektuellt och religiöst växt ut öfver katolicismen; men han hade ock för mycket auktoritetsbehof för att finna sig till rätta med evangelisk personlighetsreligion. Så hoppades han på en reformerad katolicism, en "katolsk evangelism", som framtidens religion. Af alla katolska modernister har T. väl varit den mest läste och älskade, liksom hans personlighet präglades af sällsynt ädelhet och djup Kristus-kärlek."
När han avled vägrade Rom honom kyrklig begravning, men en fransk vän, abbé Brémond, påtog sig det oundvikliga kyrkliga straffet och läste vid graven de katolska bönerna. Postumt utgavs "Tyrrells testamente" Christianity at the Cross-Roads (1909).